# Marisa Baram
Marisa Baram (* 1. November 1993 in Los Angeles) ist eine US-amerikanische Schauspielerin.

## Leben
Im Alter von 4 Jahren lernte Baram Hip-Hop tanzen. Sie hatte bereits zahlreiche TV-Auftritte, beispielsweise war sie in Serien wie Awkward – Mein sogenanntes Leben und Henry Danger zu sehen. Seit 2018 spielt Baram die Rolle der Marissa in der Fernsehserie Mr. Griffin – Kein Bock auf Schule.

## Filmografie
- 2012: She Wants Me
- 2013: Real Husbands of Hollywood (1 Folge)
- 2013: Awkward – Mein sogenanntes Leben (1 Folge)
- 2015–2016: How to Get Away with Murder (2 Folgen)
- 2017: Henry Danger (1 Folge)
- 2018–2021: Mr. Griffin – Kein Bock auf Schule